# کمبود پلاکت بارداری
کمبود پلاکت بارداری (به انگلیسی: Gestational thrombocytopenia) نخستین وضعیت و مشکل خوش‌خیم در دوران بارداری بوده و اعتقاد بر این است که با پورپورای ناشناس کاهش پلاکت مرتبط باشد.